# Sułtan złotogrzbiety
Sułtan złotogrzbiety (Chrysocolaptes lucidus) – gatunek średniej wielkości ptaka z rodziny dzięciołowatych (Picidae). Występuje endemicznie na Filipinach. Nie jest zagrożony.

## Systematyka
W starszych ujęciach systematycznych do C. lucidus zaliczano kilkanaście podgatunków występujących od Indii po Filipiny i Indonezję, np. w 2002 roku w Handbook of the Birds of the World wyróżniono ich 13. Większość z nich wydzielono jednak aż do siedmiu osobnych gatunków: C. guttacristatus (sułtan indochiński), C. socialis (sułtan indyjski), C. stricklandi (sułtan szkarłatny), C. strictus (sułtan sundajski), C. erythrocephalus (sułtan czerwonogłowy), C. haematribon (sułtan jarzębaty) i C. xanthocephalus (sułtan złotolicy). Sułtan indyjski (C. socialis) jest taksonem o niejasnej pozycji taksonomicznej, niektórzy autorzy uznają go za podgatunek C. guttacristatus. W nowym ujęciu systematycznym wyróżnia się już tylko trzy podgatunki sułtana złotogrzbietego:
- C. l. rufopunctatus Hargitt, 1889
- C. l. montanus Ogilvie-Grant, 1905
- C. l. lucidus (Scopoli, 1786)

Proponowany podgatunek maculiceps (z wyspy Basilan) zbyt mało się odróżnia, by uznać jego ważność.

## Morfologia
WyglądSamiec podgatunku nominatywnego ma ciemnokarmazynowe czoło, ciemię i czub, kontrastującą z nimi czerwonawo-płową twarz, szyję i górną część piersi z szerokimi czarnymi brzegami piór. Górne części ciała i skrzydła są koloru ciemnokarmazynowego, kuper zaś jest jasnoczerwony. Sterówki są czarniawe, zewnętrzne części lotek II rzędu są oliwkowo-złote do czerwonawych, wszystkie zaś posiadają białe plamki na wewnętrznej stronie. Górna część ogona czarna, natomiast spód jasnozłoty z szerokimi czarnymi krawędziami piór. Długi, prosty dziób z małą końcówką w kształcie dłuta, wzdłuż nozdrzy szeroki, koloru czarniawego. Tęczówka w kolorze jasnej, głębokiej czerwieni, obrączka oczna purpurowa. Nogi od zielono-brązowych do szarawych. U samicy ciemię i czub są w kolorze od ciemnooliwkowobrązowego do czerwono-czarnego z ciemnymi złotymi plamkami. U młodych osobników upierzenie jest bardziej matowe niż u dorosłych, bardziej oliwkowe i bardziej niewyraźnie zaznaczone w dolnej części ciała, oczy są koloru brązowego, natomiast u młodych samców występuje mniejsza ilość czerwieni na czubie. Podgatunki różnią się głównie kolorem upierzenia: podgatunek montanus jest podobny do podgatunku nominatywnego, ale nieco mniejszy, z większą ilością koloru złotego lub żółtego w górnych częściach ciała, zaś ciemniejsze znaczenia są bardziej brązowe niż czarne; podgatunek rufopunctatus ma grzbiet i skrzydła koloru ciemnoczerwonego, twarz czerwonobrązową, na brzuchu wzór jest bardziej ciemny, samiec zwykle z bladoczerwonymi, czarno znaczonymi policzkami, u samicy ciemię i czub są ciemnobrązowe z czerwonawobrązowymi plamkami.
Wymiary
- długość ciała: ~28–34 cm[2]
- masa ciała: ~127 g (podgatunek nominatywny)[2]

## Zasięg występowania
Sułtan złotogrzbiety jest endemitem Filipin. Jest to gatunek osiadły. Poszczególne podgatunki zamieszkują:
- C. l. rufopunctatus – wyspy Bohol, Leyte, Samar, Biliran i Panaon (wschodnio-środkowe Filipiny)
- C. l. montanus – wyspy Mindanao i Samal (południowe Filipiny)
- C. l. lucidus – półwysep Zamboanga (zachodnie Mindanao) i wyspa Basilan (południowe Filipiny)

## Ekologia i zachowanie
BiotopWystępuje w lasach pierwotnych, dojrzałych lasach wtórnych, mniej gęstych lasach wtórnych, ale z gęstym podszytem, wśród gęstej roślinności nadrzecznej, a także w pobliżu pól uprawnych i osad ludzkich.
PożywienieŻeruje głównie na dużych drzewach, czasami schodzi na ziemię. Zjada owady, duże gąsienice, larwy chrząszczy pożywiające się w drewnie, poczwarki.
LęgiBrak szczegółowych informacji. Sezon lęgowy prawdopodobnie trwa od stycznia do sierpnia.

## Status zagrożenia
IUCN uznaje sułtana złotogrzbietego za gatunek najmniejszej troski (LC, Least Concern). Liczebność populacji nie została oszacowana, ale ptak ten opisywany jest jako dość pospolity. Trend liczebności populacji jest uznawany za lokalnie spadkowy ze względu na postępującą utratę siedlisk.